# Myotis phanluongi
Myotis phanluongi és una espècie de ratpenat de la família dels vespertiliònids. És endèmic del Vietnam. Es tracta d'un ratpenat petit, amb una llargada de cap i cos de 39 mm, els avantbraços d'entre 33,5 i 36 mm, la cua de 35 mm, els peus de 7,4 mm i les orelles de 12,3 mm.